# Yuxarı Çaykənd
Yuxarı Çaykənd è un comune dell'Azerbaigian situato nel distretto di Şəmkir.